# NGC 4251
NGC 4251 é uma galáxia lenticular (SB0) localizada na direcção da constelação de Coma Berenices. Possui uma declinação de +28° 10' 31" e uma ascensão recta de 12 horas, 18 minutos e 08,4 segundos.
A galáxia NGC 4251 foi descoberta em 11 de Abril de 1785 por William Herschel.